# イヴァン・バルトン
- イヴァン・バートン
- イバン・バルトン
- イバン・バートン

イヴァン・アルシデス・バルトン・シスネロス（西: Iván Arcides Barton Cisneros、1991年1月27日 - ）は、エルサルバドル・サンタ・アナ出身のサッカー審判員。

## 来歴
エルサルバドル大学で化学科学の学士号を取得し、有機化学の教鞭を執りながら、プリメーラ・ディビシオン・デ・フットボルの審判員の1人としても活動した。
審判員としては2018年から国際サッカー連盟 (FIFA) に国際審判員として登録されており、2018年にアメリカで行われたCONCACAF U-20選手権、 翌2019年のCONCACAFゴールド カップ 、CONCACAFネーションズリーグ、ブラジルで行われたFIFA U-17ワールドカップなど、代表チームの国際大会に審判員として派遣された 。
2022年5月、同年にカタールで開催される2022 FIFAワールドカップの審判団の1人に選ばれ、グループE・日本対ドイツの主審を務めた。またラウンド16のイングランド対セネガルの主審も務めた。